# Grafing Bahnhof
Grafing Bahnhof ist der Bahnhof der bayerischen Stadt Grafing bei München und eine Station der S-Bahn München. Er ist Trennungsbahnhof der Bahnstrecke München–Rosenheim und der Bahnstrecke nach Wasserburg, die auch als Filzenexpress bezeichnet wird. Bis 1971 begann hier außerdem eine Nebenbahn nach Glonn. Der Bahnhof besitzt sechs Bahnsteiggleise. Er wird täglich von ungefähr 160 Zügen bedient, davon 110 S-Bahnen. Der Grafinger Bahnhof befindet sich im Gebiet des Münchner Verkehrs- und Tarifverbundes (MVV).
Neben dem Grafinger Bahnhof gibt es den S-Bahn-Haltepunkt Grafing Stadt in der Stadtmitte Grafings.

## Lage
Der Bahnhof Grafing befindet sich im Westen des namensgleichen Grafinger Ortsteils Grafing-Bahnhof, der westlich der Stadt Grafing liegt. Der Bahnhof ist etwa zwei Kilometer von der Grafinger Stadtmitte entfernt. Das Empfangsgebäude befindet sich im Osten der Gleise an der Hauptstraße und hat die Adresse Hauptstraße 31. Im Süden unterquert die Staatsstraße 2351, die den Bahnhof mit der Stadt Grafing verbindet, die Gleisanlagen. Vor dem Bahnhofsgebäude befindet sich ein Busbahnhof. Östlich und westlich der Gleisanlagen existieren insgesamt drei große Park-and-ride-Plätze.
Der Grafinger Bahnhof ist Trennungsbahnhof mehrerer Bahnstrecken. Die Bahnstrecke München–Rosenheim (Streckennummer 5510) ist eine zweigleisige und elektrifizierte Hauptbahn. Bei der im Grafinger Bahnhof beginnenden Bahnstrecke über Ebersberg nach Wasserburg (Streckennummer 5710) handelt es sich um eine eingleisige Nebenbahn, die im Abschnitt von Grafing nach Ebersberg elektrifiziert ist. Des Weiteren begann in Grafing eine eingleisige und nicht elektrifizierte Nebenbahn nach Glonn, die 1971 stillgelegt wurde.
In Grafing Bahnhof treffen folgende Kursbuchstrecken aufeinander:
- 948[2]: Grafing–Ebersberg–Wasserburg
- 950[3]: München–Grafing–Rosenheim–Kufstein
- 951[4]: München–Grafing–Rosenheim–Traunstein–Salzburg
- 999.6[5]: Geltendorf–Fürstenfeldbruck–München–Grafing–Ebersberg

## Geschichte

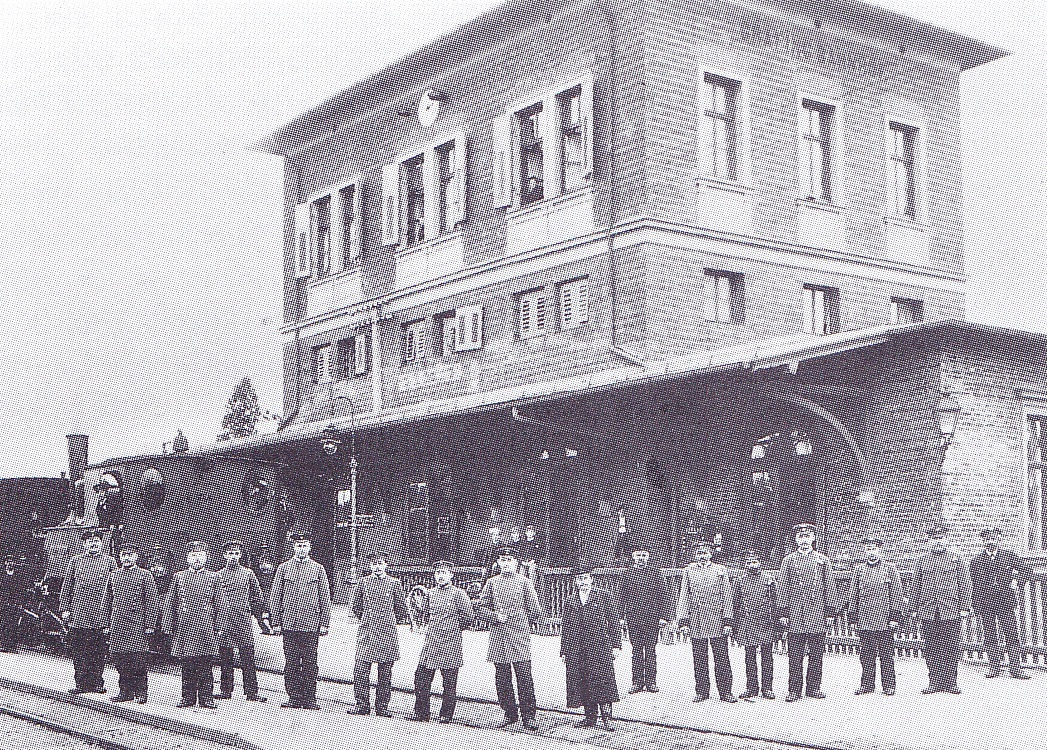
Empfangsgebäude des Bahnhofs Grafing mit Bayerischer D VII um 1900

Die Königlich Bayerischen Staatseisenbahnen nahmen den Bahnhof Grafing am 15. März 1871 mit der Hauptbahn München–Rosenheim in Betrieb. Am 26. Mai 1894 wurde eine Stichstrecke von Grafing Bahnhof nach Glonn eröffnet. Am 6. November 1899 folgte eine weitere Stichstrecke nach Ebersberg, die am 1. Oktober 1903 nach Wasserburg verlängert wurde. Am 9. August 1900 benannten die Bayerischen Staatseisenbahnen den Bahnhof Grafing in Grafing Bahnhof um. Am 1. Juni 1912 wurde die Betriebsleitung Grafing Bahnhof aufgelöst.
Zum 31. Mai 1970 stellte die Deutsche Bundesbahn auf der Bahnstrecke Grafing–Glonn aufgrund von zurückgehenden Fahrgastzahlen den Personenverkehr ein; am 23. Mai 1971 folgte die Einstellung des Güterverkehrs. Am 28. Mai 1972 wurde der Bahnhof in das Netz der S-Bahn München integriert, die S-Bahnen benutzen bis Grafing Bahnhof die Bahnstrecke München–Rosenheim und fahren dann über die Bahnstrecke Grafing–Wasserburg nach Ebersberg. Für den S-Bahnbetrieb wurde der Bahnhof bis 1972 umgebaut. Dabei wurde auch der Zwischenbahnsteig an Gleis 6, von dem die Züge nach Glonn fuhren, abgetragen. Seit 1999 fährt die S-Bahn zwischen München Ost und Grafing Bahnhof auf eigenen Gleisen, die parallel zur Hauptstrecke verlaufen.

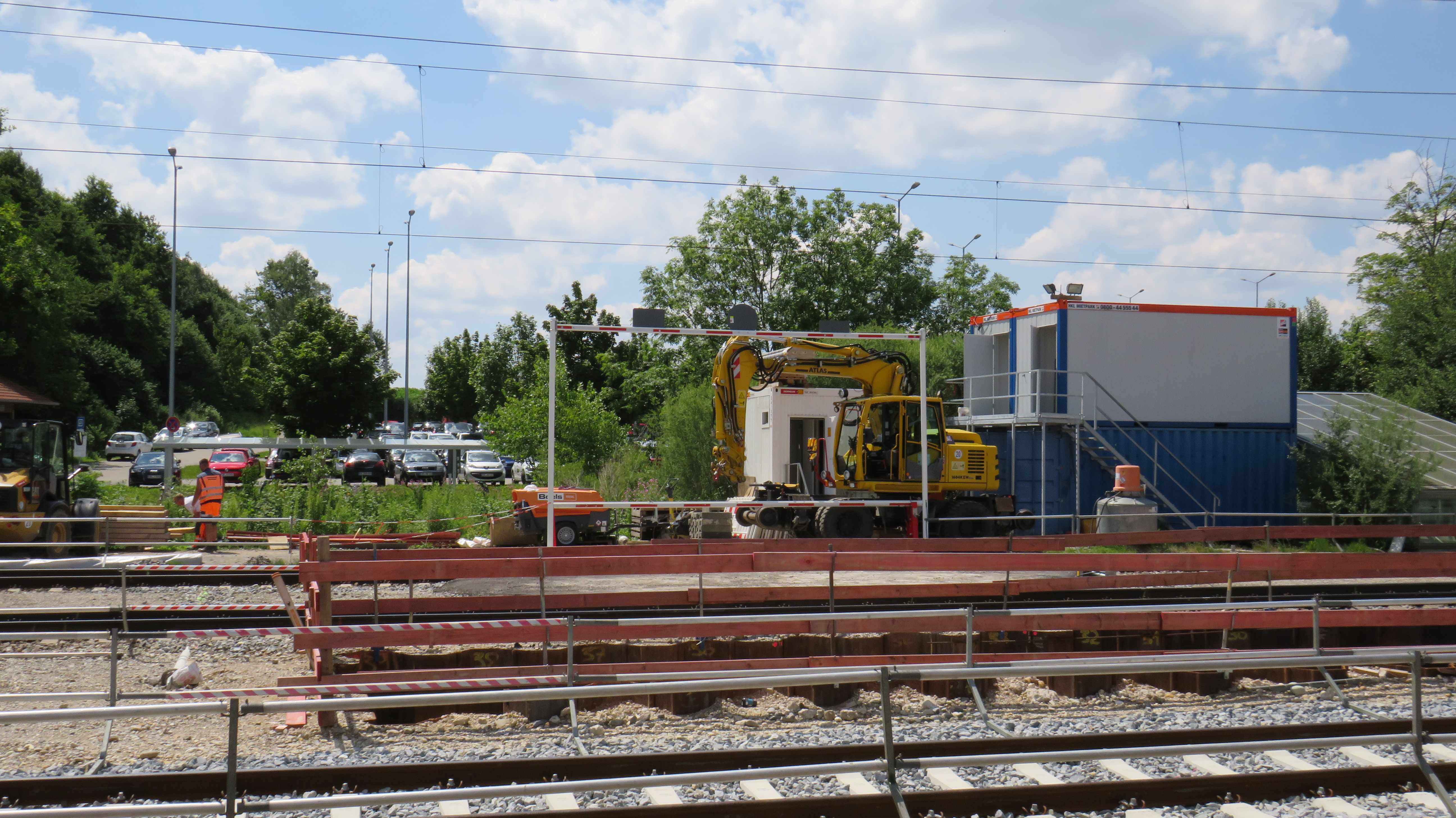
Umbauarbeiten in Grafing Bahnhof 2019

Zwischen März 2019 und Dezember 2022 führte die Deutsche Bahn umfangreiche Sanierungsarbeiten am Bahnhof durch. Die Arbeiten umfassten die Ausstattung des Bahnsteigs zwischen Gleis 4 und 5 mit einer Aufzugsanlage, die Erneuerung der bestehenden Anlagen an den beiden anderen Bahnsteigen sowie eine Sanierung aller Bahnsteige und der Bahnsteigsausstattung. Für das Projekt waren ursprünglich Planungs- und Baukosten von rund 4,5 Millionen Euro veranschlagt. Letztendlich erhöhten sich diese auf ca. 16,6 Millionen Euro. Nicht geändert wurde dabei die Anfälligkeit für Wassereintritt und Überschwemmungen in der Unterführung, wodurch häufig der westliche Ausgang Richtung Großparkplatz unpassierbar wird.
Am 18. März 2024 kollidierte im Bahnhof ein InterCity-Zug mit einer Schiebemaschine, die sich im Gleisbereich befand. Die genaue Unfallursache blieb zunächst ungeklärt, es entstand kein Personenschaden.

## Aufbau

### Empfangsgebäude

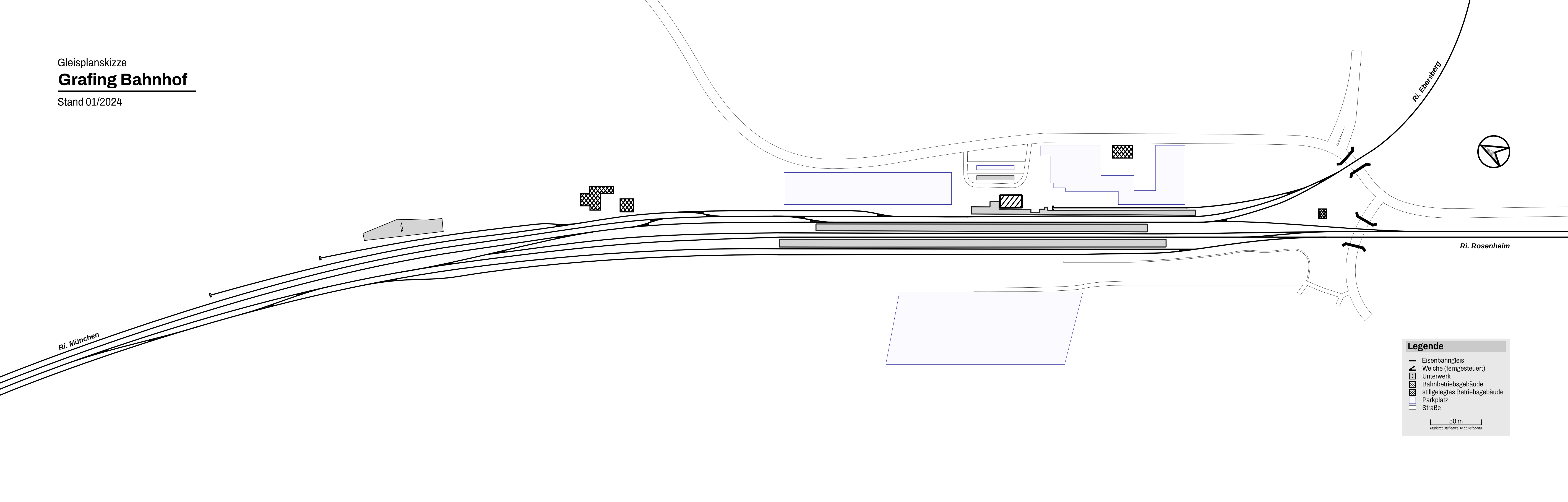
Gleisplan

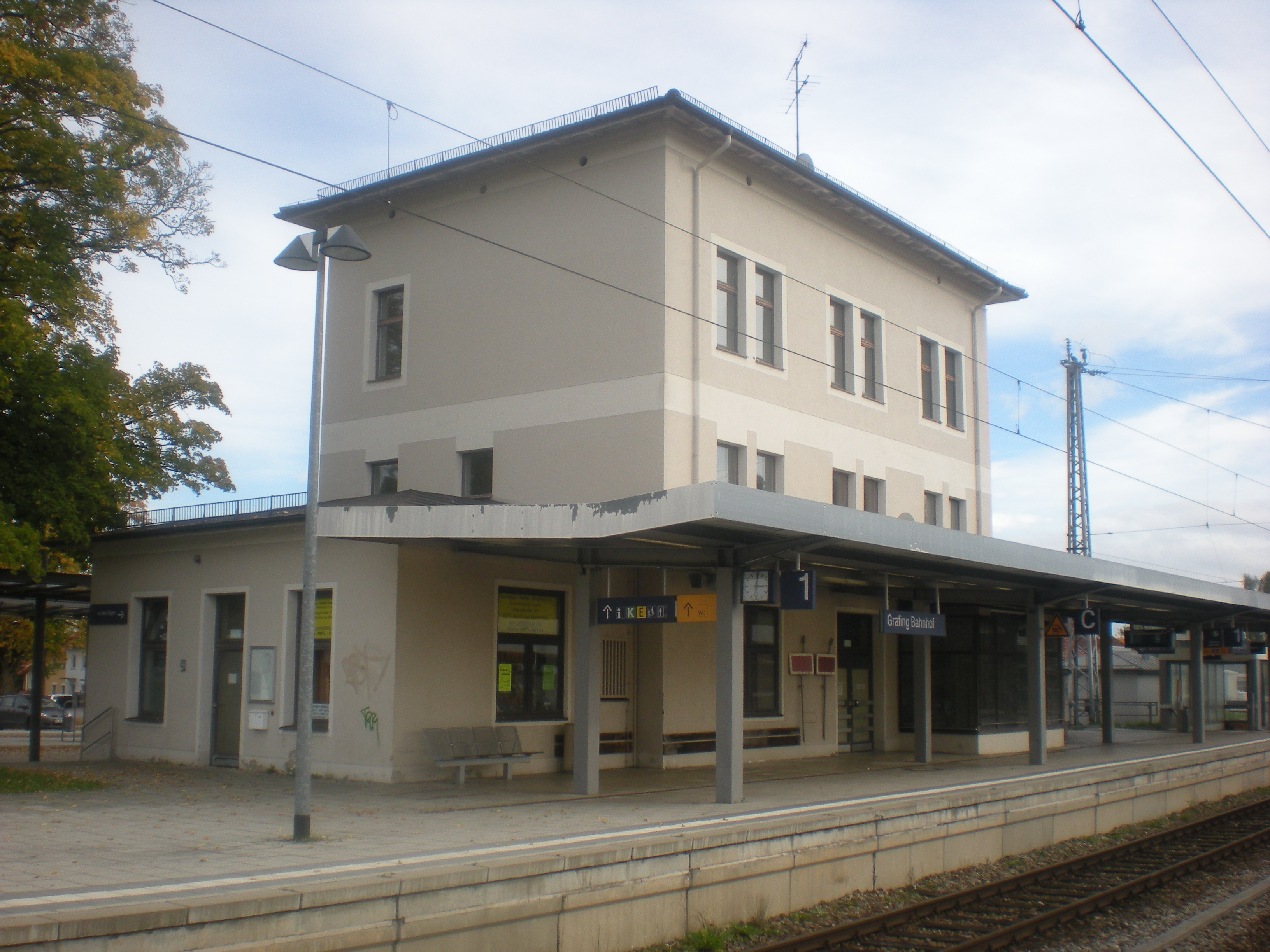
Empfangsgebäude von der Gleisseite

Das Grafinger Empfangsgebäude ist ein dreistöckiger symmetrischer Bau mit Walmdach. Im Norden und Süden des Gebäudes schließen einstöckige Anbauten an, die ebenfalls mit Walmdächern ausgestattet sind. Das Gebäude ist in einem Grauton gestrichen und mit einem umlaufenden weißen Streifen oberhalb des zweiten Stockwerks geschmückt. Die Fenster im Erdgeschoss auf der Straßenseite waren ursprünglich als Rundbogen ausgeführt, was noch im Mauerwerk zu erkennen ist. Im Hauptteil des Gebäudes sind Diensträume und die heute nicht mehr zugängliche Wartehalle vorhanden. Im nördlichen Anbau befindet sich ein Reisezentrum, das seitlich vom Hausbahnsteig aus erreichbar ist. Das Kundencenter Grafing ist wegen der Schließung des DB ServiceStores und der damit verbundenen Veränderungen im Bahnhofsgebäude seit dem 29. September 2017 bis auf weiteres geschlossen.

### Bahnsteige und Gleisanlagen

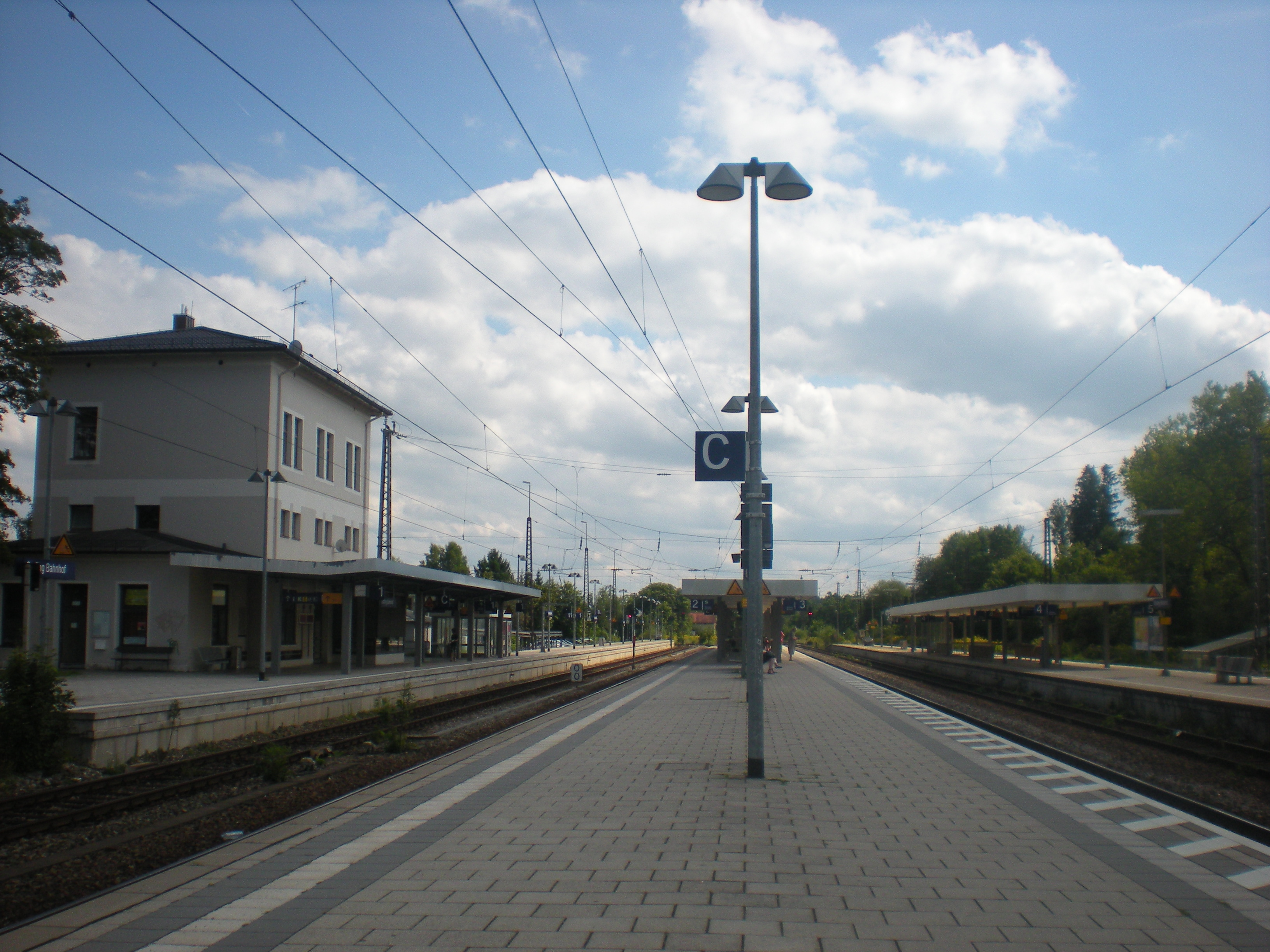
Bahnsteige des Grafinger Bahnhofs

Der Grafinger Bahnhof besitzt sechs Gleise an drei Bahnsteigen. Gleis 1 befindet sich am Hausbahnsteig, die Gleise 2 bis 5 an zwei Mittelbahnsteigen. Am Hausbahnsteig befindet sich außerdem das nur aus Richtung Ebersberg befahrbare Stumpfgleis 11, das als Abstellgleis dient. Westlich der Bahnsteige verläuft das bahnsteiglose Gleis 6, das von Güterzügen in Richtung Rosenheim benutzt wird. Im Norden des Bahnhofs existieren drei Abstellgleise für S-Bahnen und Dieseltriebwagen der Regionalbahnlinie nach Wasserburg. Alle Bahnsteige sind überdacht und verfügen über digitale Zugzielanzeiger. Die Bahnsteige sind über eine Unterführung mit dem Hausbahnsteig verbunden. Die Bahnsteige sind barrierefrei mit Aufzügen ausgestattet.
Im Rahmen des Ausbaus der Zulaufstrecke zum Brenner-Basistunnel sollen zwei zusätzliche Gleise 7 und 8 westlich der bestehenden Gleisanlagen hinzugefügt, und südlich des Bahnhofs auf eine neue Trasse ausgeleitet werden. Hierzu muss die erst 2005 errichtete Unterführung zum westlichen P&R-Parkplatz erweitert werden. 
| Gleis | Länge in m | Höhe in cm | Nutzung                                                   |
| ----- | ---------- | ---------- | --------------------------------------------------------- |
| 1     | 221        | 96         | S-Bahnen in Richtung München, Regionalbahnen nach München |
| 2     | 334        | 96         | S-Bahnen nach Ebersberg, Regionalbahnen nach Wasserburg   |
| 3     | 334        | 76         | Züge in Richtung München                                  |
| 4     | 362        | 76         | Überholgleis, keine planmäßige Nutzung im Personenverkehr |
| 5     | 362        | 76         | Züge in Richtung Rosenheim                                |
| 11    | 146        | 76         | Abstellgleis, einzelne Regionalbahnen nach Wasserburg     |

### Stellwerke
1937 nahm die Deutsche Reichsbahn am Südkopf des Bahnhofs ein mechanisches Stellwerk der Bauart Krauss in Betrieb. Das ebenfalls in der Bauart Krauss errichtete Stellwerk am Nordkopf wurde 1944 eröffnet. Zum 29. April 1971 nahm die Deutsche Bundesbahn ein Spurplandrucktastenstellwerk der Siemens-Bauart Sp Dr S60 in Betrieb, das die mechanischen Stellwerke ersetzte. Aus dem Grafinger Stellwerk wird der Bereich des Bahnhofs Ebersberg ferngestellt. Bis September 2014 regelte das Stellwerk den Zugleitbetrieb zwischen Ebersberg und Wasserburg.

## Personenverkehr
Bis zum 14. Dezember 2013 hielten am Grafinger Bahnhof Regional-Express-Züge von DB Regio, die als München-Salzburg-Express im Stundentakt von München nach Salzburg fuhren. Seit dem 15. Dezember 2013 wird der Bahnhof durch die Züge der Bayerischen Oberlandbahn bedient, die unter dem Markennamen BRB Chiemgau-Inntal (bis 2020 Meridian) im Stundentakt von München nach Kufstein fahren. In der Hauptverkehrszeit wird durch zusätzliche Verstärkerzüge teilweise ein Halbstundentakt hergestellt.
Seit dem 14. Dezember 2014 verkehren die Regionalbahnen der Südostbayernbahn zwischen Grafing und Wasserburg wochentags im Stundentakt, an Wochenenden bestand wie zuvor ein Zweistundentakt. Seit dem 11. Dezember 2016 fahren die Züge auch am Wochenende und am späten Abend im Stundentakt. In der Hauptverkehrszeit fahren mehrere Züge über Grafing hinaus weiter nach München und zurück.
Außerdem hält die Linie S 6 der S-Bahn München im 20-Minuten-Takt. In der Hauptverkehrszeit wird sie teilweise durch Verstärkerfahrten der Linie S 4 ergänzt.
| Linie | Verlauf | Taktfrequenz         |
| ----- | --- | -------------------- |
| RE5   | München Hbf – Grafing Bahnhof – Rosenheim – Traunstein – Freilassing – Salzburg Hbf | einzelne Züge        |
| RB48  | (München Hbf – München Ost –) Grafing Bahnhof – Ebersberg – Wasserburg (Inn) Bahnhof | 60 min               |
| RB54  | München Hbf – Grafing Bahnhof – Rosenheim – Kufstein | 60 min               |
| S4    | Geltendorf – Türkenfeld – Grafrath – Schöngeising – Buchenau – Fürstenfeldbruck – Eichenau – Puchheim – Aubing – Leienfelsstraße – Pasing – Laim – Hirschgarten – Donnersbergerbrücke – Hackerbrücke – Hauptbahnhof – Karlsplatz (Stachus) – Marienplatz – Isartor – Rosenheimer Platz – Ostbahnhof – Leuchtenbergring – Berg am Laim – Trudering (– Gronsdorf – Haar – Vaterstetten – Baldham – Zorneding – Eglharting – Kirchseeon – Grafing Bahnhof – Grafing Stadt – Ebersberg) | 20/40 min in der HVZ |
| S6    | Tutzing – Feldafing – Possenhofen – Starnberg – Starnberg Nord – Gauting – Stockdorf – Planegg – Gräfelfing – Lochham – Westkreuz – Pasing – Laim – Hirschgarten – Donnersbergerbrücke – Hackerbrücke – Hauptbahnhof – Karlsplatz (Stachus) – Marienplatz – Isartor – Rosenheimer Platz – Ostbahnhof – Leuchtenbergring – Berg am Laim – Trudering – Gronsdorf – Haar – Vaterstetten – Baldham – Zorneding – Eglharting – Kirchseeon – Grafing Bahnhof – Grafing Stadt – Ebersberg  | 20 min               |

(Stand 2023)
Vom Busbahnhof vor dem Empfangsgebäude verkehren Regionalbusse nach Eglharting, Ebersberg, Wasserburg, Frauenneuharting, Aßling, Rott am Inn und Glonn, die größtenteils in den Münchner Verkehrs- und Tarifverbund integriert sind.

## Sonstiges
Am Morgen des 10. Mai 2016 griff ein psychisch kranker 28-jähriger Mann in einer am Bahnhof stehenden S-Bahn und in der Umgebung des Bahnhofs vier Menschen mit einem Messer an. Ein Mann wurde dabei getötet, die drei anderen Opfer überlebten schwer verletzt. Eines von ihnen ist seit der Tat halbseitig gelähmt. Der Täter war vor der Tat aus einer Psychiatrie im hessischen Gießen entkommen.
Im August 2017 wies das Landgericht München II den Täter, den es für nicht schuldfähig befand, in die geschlossene Psychiatrie ein.